# تشرنوویتسه (ناحیه پلهریموف)
تشرنوویتسه (به چکی: Černovice) یک منطقهٔ مسکونی و شهرستان دارای شهرک سابقاً روستا در جمهوری چک است که در ناحیه پلهریموو واقع شده‌است. تشرنوویتسه ۱٬۷۶۱ نفر جمعیت دارد.